# Frontière entre le Gabon et la république du Congo
La frontière entre le Gabon et la république du Congo est, avec 1 903 km, la plus longue des trois frontières terrestres du Gabon, au sud et à l'est du pays. Les frontières avec le Cameroun (298 km)  et avec la Guinée équatoriale (350 km) marquent la limite nord du pays. 
La frontière entre les deux pays a changé plusieurs fois à l'époque coloniale, les deux pays actuels ayant même, un temps, fait partie de la même colonie. Le dernier changement intervint en 1947 avec le rattachement de la province du Haut-Ogooué au Gabon.  
Une grande partie de cette frontière correspond à la ligne de partage des eaux entre le bassin de l'Ogooué et celui du Congo.